# 范履冰
范 履冰（はん りひょう、生年不詳 - 690年）は、唐の文人。本貫は懐州河内県。

## 経歴
武徳6年（623年）、進士に及第した。はじめ周王府戸曹参軍をつとめた。垂拱年間、鸞台天官二侍郎・春官尚書・同鳳閣鸞台平章事を歴任し、修国史を兼ねた。武則天は履冰とともに元万頃・苗神客・周思茂・胡楚賓らを召し出し、『列女伝』・『臣軌』・『百寮新戒』・『楽書』などを編纂させた。履冰らは「北門学士」と呼ばれて武則天に重用された。載初元年（690年）4月、反乱摘発に連座して処刑された。

## 子女
- 范冬芬
- 范冬倩
- 范冬昌

## 伝記資料
- 『旧唐書』巻190 列伝第140中 文苑中
- 『新唐書』巻201 列伝第126 文芸上